# Anders Ølholm
Anders Ølholm (* 15. Juni 1983 in Kopenhagen) ist ein dänischer Drehbuchautor und Filmregisseur.

## Leben
Der 1983 in Kopenhagen geborene Anders Ølholm besuchte ab 2007 die Danske Filmskole Kopenhagen, die nationale Filmschule Dänemarks, und schloss diese 2009 als Drehbuchautor ab.
Ølholm schrieb die Drehbücher für die Antboy-Superhelden-Trilogie von Ask Hasselbalch bestehend aus Antboy – Der Biss der Ameise, Antboy – Die Rache der Red Fury und Antboy – Superhelden hoch 3. Auch die Drehbuchadaption von Jonas T. Bengtssons Roman für den Film Aminas Briefe von Jacob Bitsch aus dem Jahr 2017 stammt von ihm.
Sein Spielfilmregiedebüt gab er mit dem Actionfilm Shorta – Das Gesetz der Straße, den er gemeinsam mit Frederik Louis Hviid realisierte und der Anfang September 2020 bei den Filmfestspielen von Venedig 2020 seine Premiere feiern soll, wo er im Rahmen der internationalen Kritikerwoche gezeigt wird.

## Filmografie (Auswahl)
- 2009: Den fremmede (Kurzfilm, Drehbuch)
- 2010: Vilddyr (Kurzfilm, Drehbuch)
- 2011: Nothing Can Touch Me (Kurzfilm)
- 2013: Antboy – Der Biss der Ameise (Antboy, Drehbuch)
- 2014: Ækte vare (Drehbuch)
- 2014: Antboy – Die Rache der Red Fury (Antboy: Revenge of The Red Fury, Drehbuch)
- 2016: Antboy – Superhelden hoch 3 (Antboy 3, Drehbuch)
- 2017: Aminas Briefe (Aminas breve, Drehbuch)
- 2020: Shorta – Das Gesetz der Straße (Shorta, Regie und Drehbuch)

## Auszeichnungen (Auswahl)
Robert
- 2017: Nominierung für das Beste adaptierte Drehbuch (Antboy – Superhelden hoch 3)
- 2018: Nominierung für das Beste adaptierte Drehbuch (Aminas Briefe)